# Gezicht in Delft
Gezicht in Delft is een schilderijtje van Carel Fabritius uit 1652, het jaar waarin Fabritius zich liet inschrijven bij het Sint-Lucasgilde van Delft, nadat hij er al twee jaar had gewoond. Het heeft waarschijnlijk onderdeel uitgemaakt van een perspectiefkast. Het is het enige bewaard gebleven voorbeeld van Fabritius' belangstelling voor perspectief, een discipline waar hij volgens tijdgenoten een expert in was.

## Voorstelling

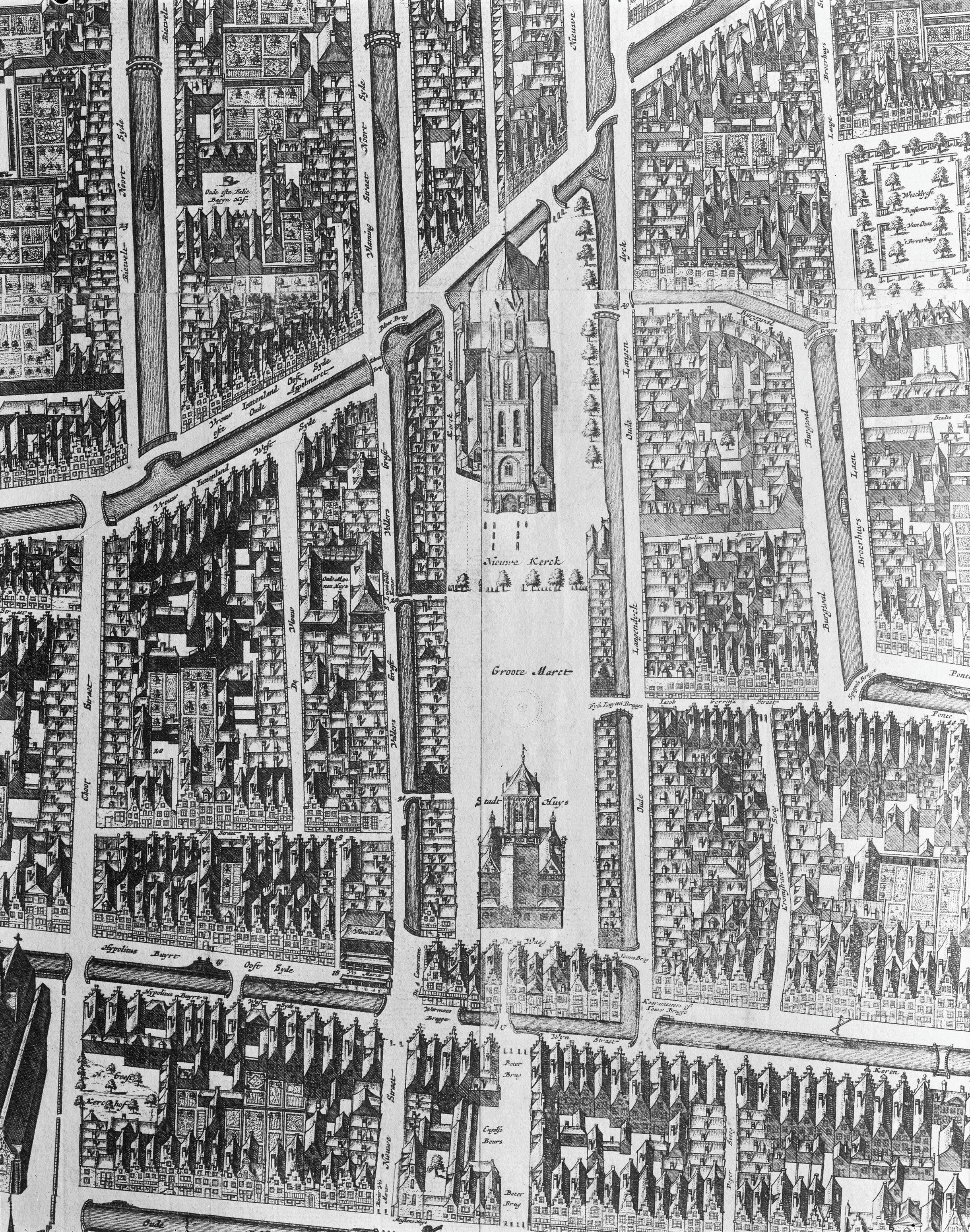
Een detail van de 17e-eeuwse Kaart figuratief met de Markt en omgeving; het gezichtspunt van het schilderij bevindt zich bovenaan, rechts van de Nieuwe Kerk.

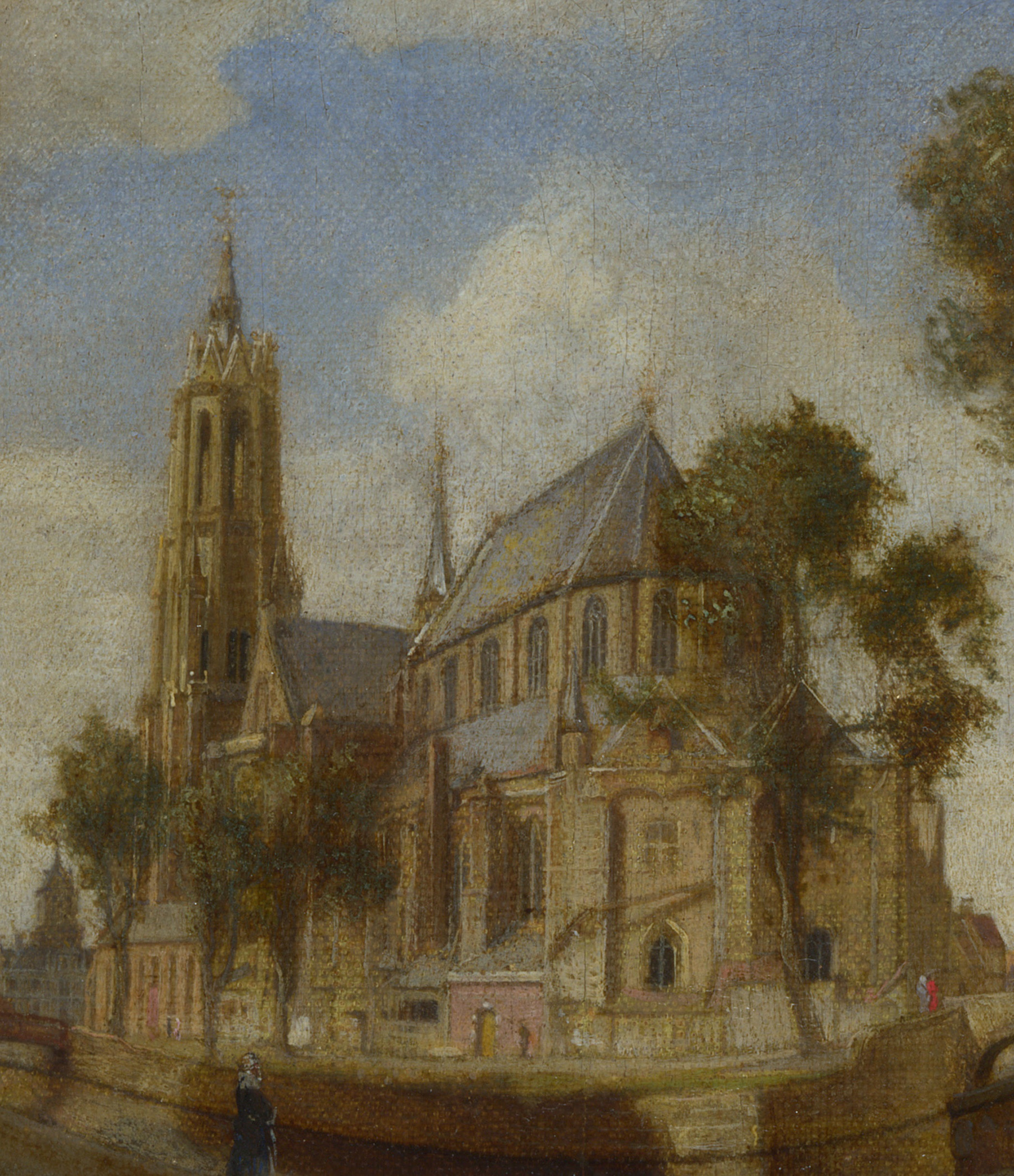
Detail met de Nieuwe Kerk en links in de verte het Stadhuis van Delft

Het schilderij is een natuurgetrouw stadsgezicht van een plek in het centrum van Delft anno 1652. De denkbeeldige kijker bevindt zich in het portiek van een handelaar in muziekinstrumenten op de hoek van het Vrouwenregt (de huizen rechts) en de Oude Langedijk (links) die parallel aan de Markt loopt en waar op dat moment, een eindje verderop, de toekomstige schoonfamilie van Johannes Vermeer woonde, en ten minste vanaf 1660 ook Vermeer zelf. In het midden wordt het beeld gedomineerd door de Nieuwe Kerk. Op de voorgrond zijn de luit en vooral de viola da gamba in extreme verkorting getekend.

## Functie
Er is onder kunsthistorici lange tijd discussie geweest over de oorspronkelijke functie van het schilderijtje. Wilhelm Martin zag het in 1936 als een ontwerp voor een muurschildering. In de jaren 1970 dacht de Amerikaanse kunsthistoricus Walter Liedtke dat het onderdeel had uitgemaakt van een driehoekige kijkdoos, een zogenoemde perspectiefkas(t). De hypothese van Arthur K. Wheelock Jr., die het schilderijtje verbindt met 17e-eeuwse wetenschappelijke theorieën over optica en lenzen, wordt door de meeste andere kunsthistorici als te spitsvondig en nodeloos ingewikkeld gezien.
Tijdens de restauratie van het schilderij in 1994 werd ontdekt dat het doek waarschijnlijk op een gebogen koperen plaat gelijmd heeft gezeten. Dit wees erop dat de hypothese van Liedtke klopte. Proefondervindelijk kon worden vastgesteld dat als de afbeelding werd gebogen en van dichtbij met één oog werd bekeken, de vervormingen verdwenen en er een overtuigende dieptewerking tot stand kwam. Waarschijnlijk ging de voorgrond verder op de bodem van de kast met een anamorfe beschildering, zoals ook op de bewaard gebleven perspectiefkasten van andere schilders, onder wie Pieter Elinga en Samuel van Hoogstraten. Gezicht in Delft is uniek ten opzichte van de zes bewaard gebleven perspectiefkasten, omdat het op doek is geschilderd. In de andere gevallen is de voorstelling direct op de binnenkant van de houten kast geschilderd.

## Herkomst
Volgens een oude vermelding achter op het schilderij was het in 1836 gekocht in Napels. Aan het begin van de 20e eeuw bevond het zich de collectie van Sir William Eden in Ferry Hill, Durham. Zijn zoon Timothy Calvert Eden verkocht het Gezicht in Delft in 1922 aan de National Gallery in Londen. In 1992-1993 werd het schilderijtje gerestaureerd.

## Ter vergelijking

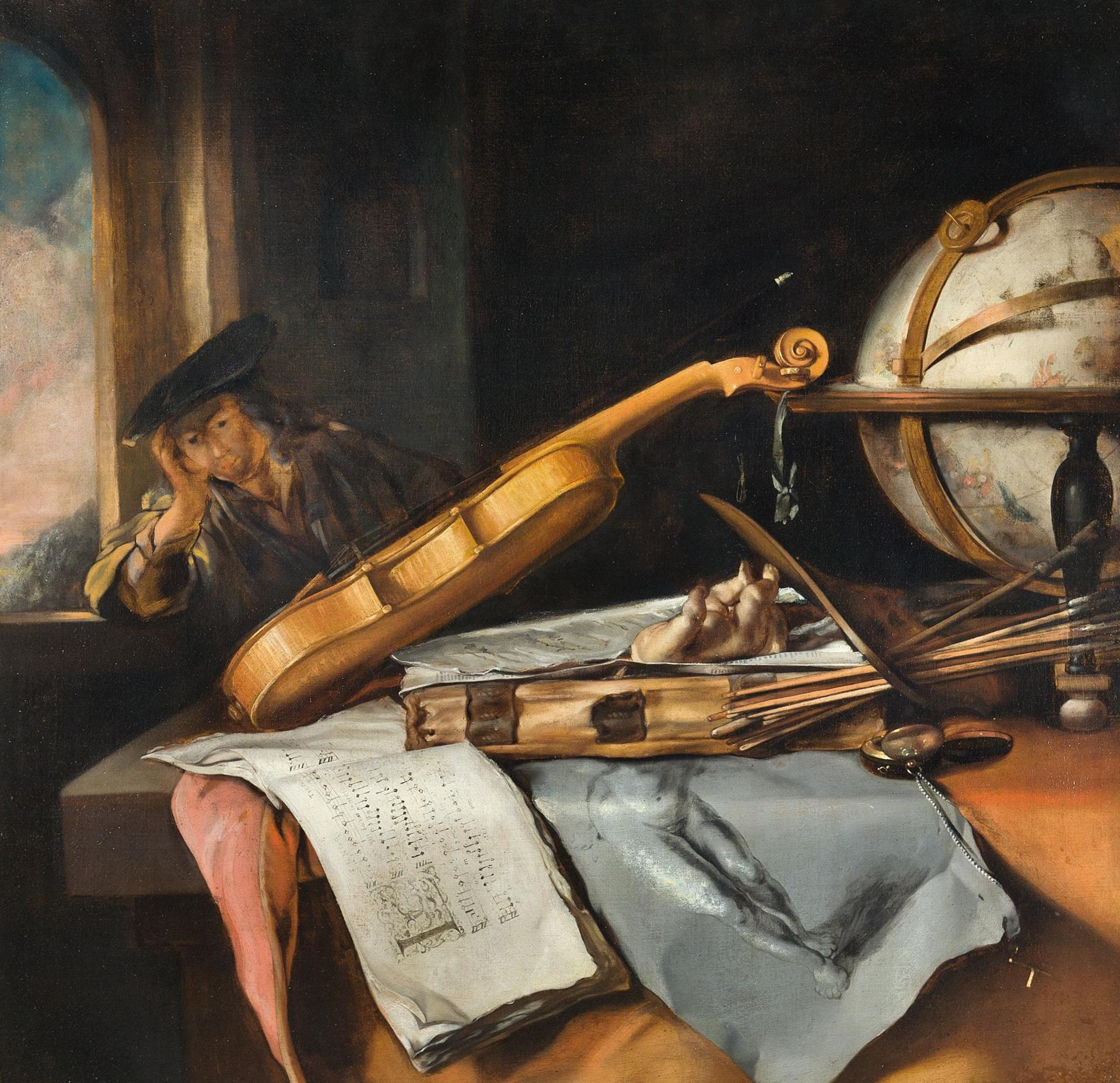
Samuel van Hoogstraten, Vanitasstilleven met peinzende jongeman, olieverf op doek, 87,6 × 89,5 cm, jaren 1640, Privéverzameling
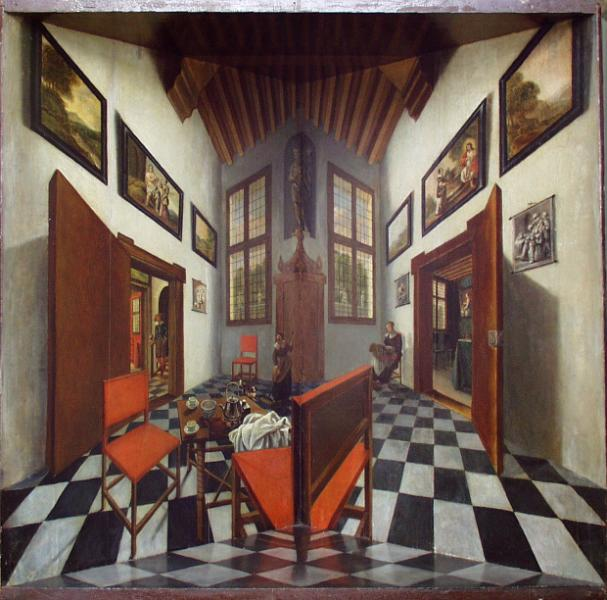
Pieter Elinga, Perspectiefkast, ca. 1650, Museum Bredius, Den Haag
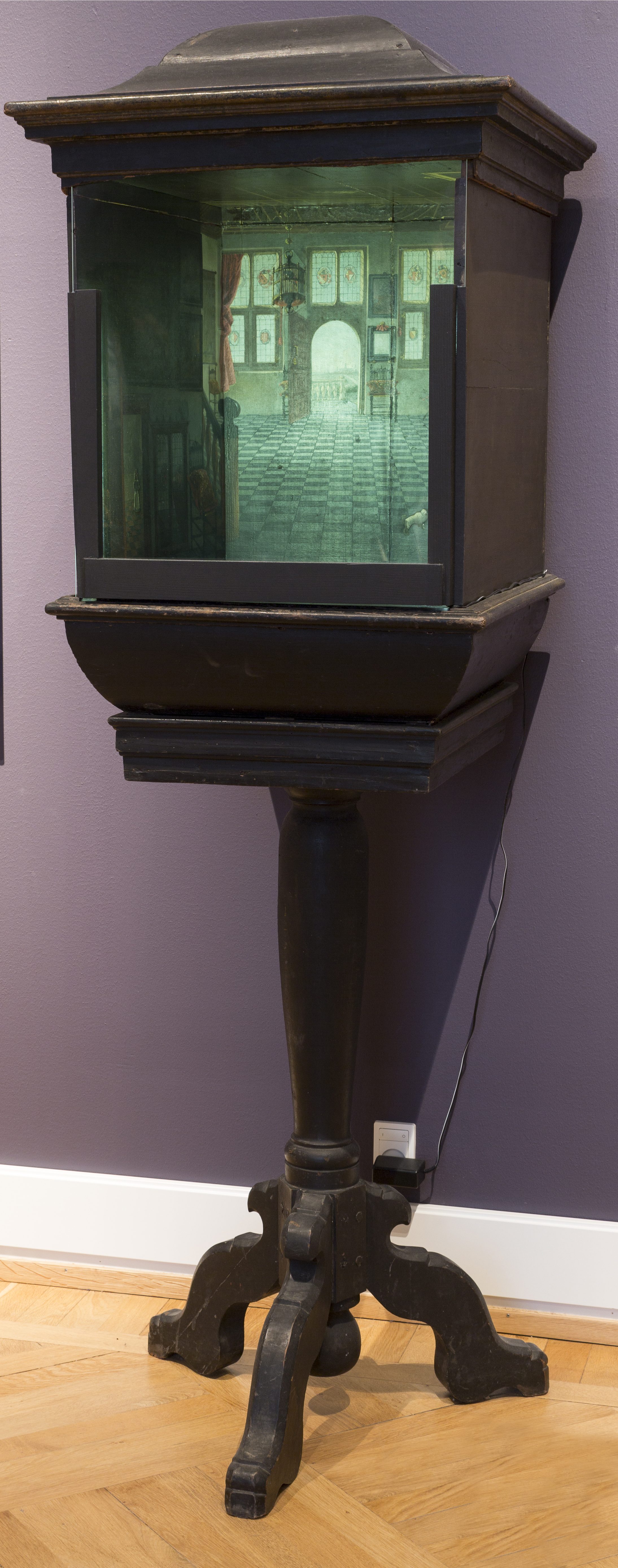
Anoniem (vroeger toegeschreven aan Fabritius), Perspectiefkast, ca. 1670, Statens Museum for Kunst, Kopenhagen
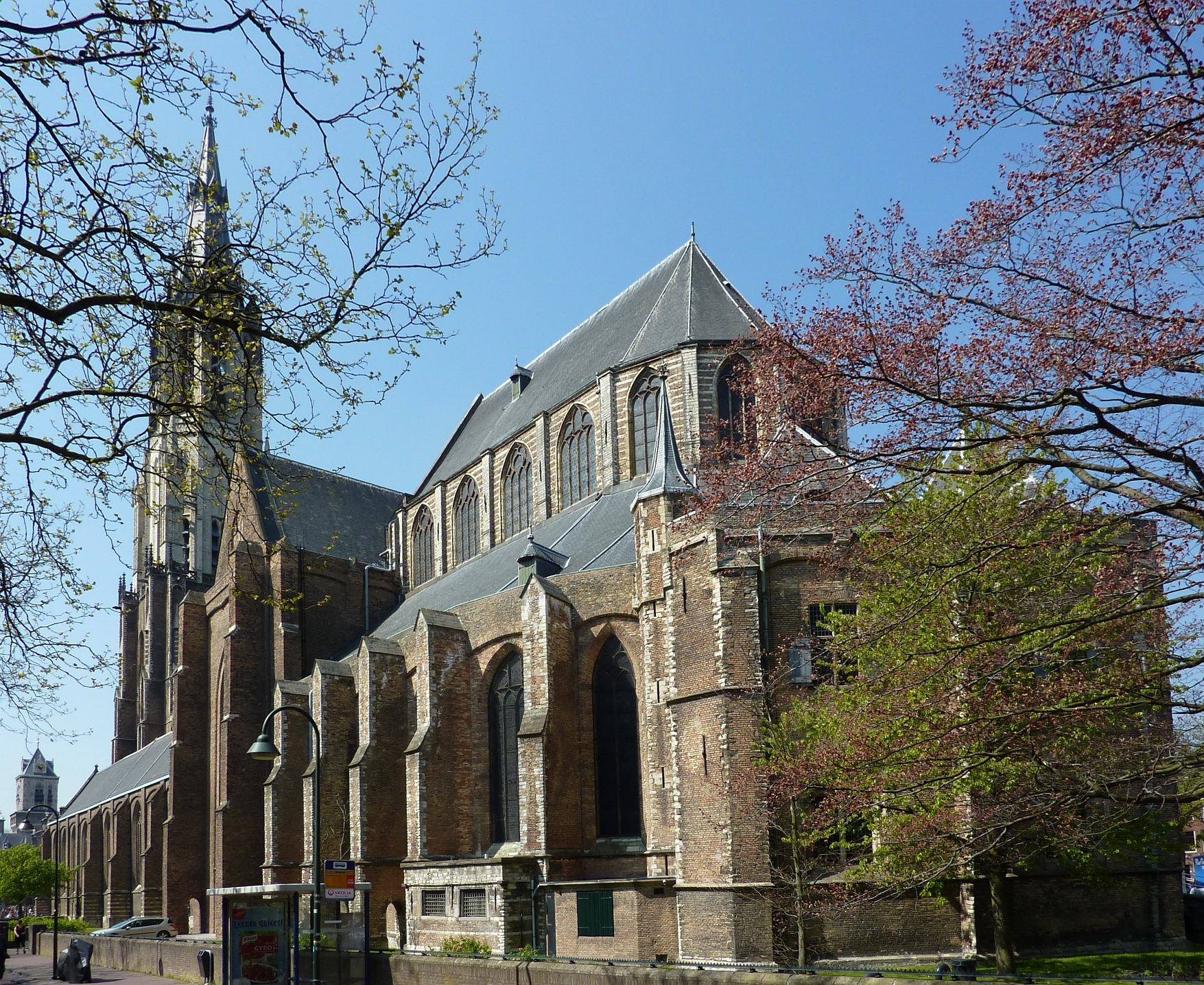
Een foto van de Nieuwe Kerk vanuit hetzelfde gezichtspunt als het schilderijtje